# Agapit I
Agapit I (łac. Agapitus I ur. w Rzymie, zm. 22 kwietnia 536 w Konstantynopolu) – święty Kościoła katolickiego i prawosławnego (ros. Святитель Агапит, Папа Римский), 57. papież. w okresie od 13 maja 535 do 22 kwietnia 536.

## Życiorys
Rzymianin, pochodził z rodu Anicjuszów, był synem kapłana Giordana i krewnym papieża Feliksa III. Po wyborze na papieża Agapit musiał ulec żądaniom króla Ostrogotów Atalaryka wypłaty wysokiej daniny. Wspólnie ze słynnym historykiem Kasjodorem papież zamierzał stworzyć w Rzymie wyższą uczelnię teologiczną, ale zanim do tego doszło następca Atalaryka, Teodahad, powierzył mu misję dyplomatyczną w Konstantynopolu. Agapit miał przekonać cesarza Justyniana do zaniechania kampanii wojennej przeciwko Gotom w Italii, czego jednak papieżowi nie udało się dokonać.
Według legendy w drodze do Konstantynopola miał spotkać kulawego i niemego człowieka, którego uzdrowił, a następnie po otrzymaniu komunii św. człowiek ów miał przemówić. W samym Konstantynopolu uzdrowić miał innego ślepego i ubogiego. Na zwołanym w owym czasie soborze w Konstantynopolu św. Agapit I miał ostro skrytykować heretyków m.in. Seweriusza, którzy twierdzili że Ciało Jezusa Chrystusa miało, podobnie jak każdego innego człowieka, ulec gniciu po śmierci.
W Konstantynopolu papież usunął patriarchę Antyma I, zwolennika monofizytyzmu, i mianował na jego miejsce Menasa. Nie powróciwszy do Rzymu, Agapit zmarł w Konstantynopolu.
Kościół katolicki wspomina św. Agapita 22 kwietnia, natomiast Cerkiew prawosławna wspomina świętego papieża rzymskiego 17/30 kwietnia, tj. 30 kwietnia według kalendarza gregoriańskiego.